# Simuladores de vuelo por radiocontrol
Un simulador de vuelo por radiocontrol es un programa informático que permite a los pilotos de aviones de radio control practicar en una computadora, sin el riesgo y el costo de dañar un modelo real. Además del uso evidente en la formación de los principiantes, también se utilizan para la práctica de nuevas acrobacias aéreas, la evaluación de un modelo antes de su compra, y para permitir la práctica de vuelo cuando las condiciones son poco adecuadas. La mayoría de los simuladores permiten el uso de transmisores de radiocontrol real para controlar el modelo simulado en computadora.
Hay una serie de paquetes comerciales disponibles, como Phoenix R/C , Hangar 9 's Uno FS , Sistemas SVK ClearView , Great Planes ' RealFlight y Ipacs AeroFly . También hay algunos paquetes de software gratuitos.
La mayoría de los simuladores permiten la importación de complementos tales como nuevos modelos y paisajes. Hay muchos sitios web dedicados a ofrecer contenido gratuito como este.

## Comparación entre simuladores de vuelo por radiocontrol
| Simulación                                 | Tipo de aeronave                                | Precio     | Licencia              | Demo gratis?                 | Sistema Operativo                                              | Tipo de controlador                                | Enlace externo |
| ------------------------------------------ | ----------------------------------------------- | ---------- | --------------------- | ---------------------------- | -------------------------------------------------------------- | -------------------------------------------------- | --- |
| Absolute RC Simulator                      | Maquetas de aviones y helicópteros              | Gratis     | EULA                  | Sí                           | teléfonos Apple, Android, Windows y tabletas                   | Controles de pantalla                              | http://www.happybytesapps.com/ |
| Aerofly Profesional Deluxe                 | Maquetas de aviones y helicópteros              | $ 300      | EULA                  | No                           | Windows, Mac                                                   | Incluye controlador                                | https://web.archive.org/web/20150208224951/http://www.aerofly.com/afpd/index.html                                                                         |
| AeroSIM RC                                 | maquetas de aviones, helicópteros, multicopters | € 65       |                       | Sí                           | Windows                                                        | Controlador real                                   | http://www.aerosimrc.com/ |
| AccuRC RC Flight Simulator                 | helicópteros Modelo                             | $ 129.99   |                       | No                           | Windows                                                        | Controlador real                                   | http://www.accurc.com/ Archivado el 14 de febrero de 2015 en Wayback Machine.                                                                             |
| R/C Desk Pilot                             | Maquetas de aviones y helicópteros              | $ 0        | Freeware              | N / a                        | Windows                                                        | Joystick                                           | http://www.rcdeskpilot.com/ |
| ClearView                                  | Maquetas de aviones y helicópteros              | 40 dólares | EULA                  | Sí                           | Windows,                                                       | Joystick o controlador                             | http://www.rcflightsim.com/ |
| CRRCsim                                    | Aviones Modelo                                  | $ 0        | Freeware / OpenSource | N / a                        | Windows, Mac, Linux                                            | Joystick, Controladores                            | http://sourceforge.net/apps/mediawiki/crrcsim/index.php (enlace roto disponible en Internet Archive; véase el historial, la primera versión y la última). |
| Dave Brown RCFS                            | Maquetas de aviones y helicópteros              | $ 150      | EULA                  | No                           | Windows                                                        | Joystick, Controladores                            | https://web.archive.org/web/20060509083404/http://www.dbproducts.com/store/rcfs2001.htm                                                                   |
| Digital Aircraft Modeller                  | Aviones a radiocontrol                          | 40 dólares | EULA                  | Sí                           | Windows                                                        | Joystick, controladores                            | http://www.digitalaircraftmodeler.com/ |
| FlightGear                                 | Aviones, helicópteros                           | $ 0        | GPL                   | N / a                        | Multiplataforma                                                | Compruebe categorías: hardware (joystick) y R / C. | http://www.flightgear.org/ |
| Flying Model Simulator                     | Aviones y helicópteros a radiocontrol           | $ 0        | Freeware              | N / a                        | Windows                                                        | Joystick, adaptadores controlador                  | http://modelsimulator.com/ |
| FSOne                                      | Maquetas de aviones y helicópteros              | $ 130      | EULA                  | No                           | Windows                                                        | Controlador real                                   | http://www.fsone.com |
| Phoenix R/C                                | maquetas de aviones y helicópteros              | $ ?        | Abandonware           | Sí                           | Windows                                                        | Controlador real                                   | https://www.rc-thoughts.com/phoenix-sim/ |
| PicaSim                                    | maquetas de aviones                             | $ 0- $ 5   | EULA                  | Sí                           | Windows, iOS, Android                                          | Joystick, controladores, Toque                     | http://www.rowlhouse.co.uk/PicaSim |
| PRE-Flight                                 | maquetas de aviones y helicópteros              | $ 25- $ 45 | EULA                  | Sí                           | Windows                                                        | Controlador real                                   | http://www.preflightsim.com/ |
| Great Planes RealFlight                    | Aviones y Helicópteros a radiocontrol           | $200       | EULA                  | Sí                           | Windows                                                        | Controlador Real+                                  | http://www.realflight.com/ |
| Mugi Sim                                   | Pendiente Mugi planeador volando                | $?         | EULA                  | Sí                           | Windows, iOS (iPad / iPhone / iPod Touch)                      | Joystick, controladores, Touch                     | https://web.archive.org/web/20121230202019/http://www.baawolf.com/mugisim_about.php                                                                       |
| Slope Soaring Simulator                    | Aviones Aeromodelismo                           | $0         | GNU GPL               | n/a                          | Windows, Linux                                                 | Joystick                                           | http://www.rowlhouse.co.uk/sss/ |
| HELI-X                                     | Helicópteros a escala                           | €49        | EULA                  | Sí. Also version 0.9 is free | Windows, Linux, Mac                                            | System Joystick, Radiocontrol real                 | http://www.heli-x.net/ |
| X-Plane                                    | Just about anything                             | $30        | EULA                  | Sí                           | Windows, Linux, Mac                                            | System Joystick                                    | http://www.x-plane.com |
| AlphaMacSoftware's RC Helicopter Simulator | Helicópteros                                    | $0         | ?                     | Sí                           | Mac                                                            | System Joystick, Radiocontrol Real                 | http://www.alphamacsoftware.com/index.php |
| Ron's RC Flight Simulator                  | Model Planes, Quadra-copters and Helicopters    | $0         | Adware                | n/a                          | Windows, Mac, Linux, Android (Chrome or Firefox browsers only) | Logitech and Xbox Gamepads, OculusVR               | http://www.RonsRCSim.com Archivado el 14 de mayo de 2019 en Wayback Machine.                                                                              |
| R/C Sim Sikorsky                           | Helicópteros                                    | €35        | EULA                  | Sí                           | Windows                                                        | Keyboard, Mouse, Joystick, Radiocontrol Real       | https://web.archive.org/web/20120826142958/http://home.zonnet.nl/blacksphere2/rcsim.html                                                                  |